# Джонс, Кристофер (актёр)
Уильям Фрэнк Джонс, сценическое имя Кристофер Джонс (англ. William Frank Jones/Christopher Jones; 18 августа 1941, Джэксон, Теннесси, США — 31 января 2014, Лос-Аламитос, Калифорния, США) — американский актёр кино. Наиболее известен исполнением роли «благородного грабителя» Джесси Джеймса в телевизионном сериале 1960-х годов, а также ролью в фильме «Дочь Райана», получившего многочисленные международные кинематографические премии.

## Биография
Уильям Фрэнк Джонс родился 18 августа 1941 года в городе Джэксон, штат Теннесси. Его мать — художница, Робби Джонс, была помещена в психиатрическую лечебницу в 1945 году. Джонс и его брат попали в приют в Мемфисе, где мальчик увлёкся кинематографом и стал поклонником актёра Джеймса Дина, так как окружающие неоднократно отмечали его внешнее сходство с артистом. В установленный срок Джонс вступил в армию, но после самовольной отлучки и отбытия наказания в военной тюрьме переехал в Нью-Йорк, где начал актёрскую карьеру. Его мать умерла, когда ему было 19 лет.
Приняв сценическое имя Кристофер Джонс, он получил свой дебют на Бродвее 17 декабря 1961 года пьесе в Теннесси Уильямса «Ночь игуаны». Один из режиссёров спектакля познакомил Джонса с актрисой Сьюзан Страсберг, дочерью Ли Страсберга, режиссёра и теоретика актёрского искусства (позже Джонс учился в его известной актёрской студии). В 1965 году Кристофер и Сьюзен поженились. Джонс переехал в Голливуд, где получил главную роль в телесериале ABC «Легенда о Джесси Джеймсе». Съёмки продолжались в 1965—1966 годах, было снято 34 серии. После этого он снимался вместе с женой в фильме «Chubasco». К сожалению, брак не выдержал совместного творческого процесса, пара развелась в 1967 году.
Следующей работой Джонса стала роль рок-звезды и президента в фильме «Дикарь на улицах» англ. Wild in the Streets (1968 год), ставшая его крупнейшим успехом. В эти годы он был дружен с актрисой Шарон Тейт и её мужем Романом Полански (ряд источников сообщают о любовной связи Шарон и Кристофера). Позже Джонс утверждал, что Тейт при общении с ним упоминала о предчувствии близкой смерти (вскоре она действительно была убита членами банды Мэнсона). После двух фильмов в Европе с Пиа Дегермарк, Джонс был приглашён Дэвидом Лином в картину «Дочь Райана» (1970 год). У актёра и режиссёра были сложные отношения. Это особенно проявилось, когда производство фильма затянулось на год вместо ожидаемых шести месяцев. Кроме этого, Джонс не ладил и с актрисой Сара Майлз. Интриги в кинобизнесе, подавленность от известия о страшной гибели Шарон Тейт с друзьями привели актёра к глубокой депрессии. На многие годы он покинул шоу бизнес. В качестве ещё одной причины последующего затворничества Джонса называют проходившие на его глазах саморазрушение и гибель Джима Моррисона, также находившегося на пике успеха в конце 1960-х годов.
В 1994 году Джонсу была предложена роль Зеда в «Криминальном чтиве» Квентина Тарантино, но актёр отказался. Последней его работой на экране стало участие в криминальной комедии «Время бешеных псов». В последние годы жизни Джонс увлёкся живописью и скульптурой. Его работы находятся, в том числе, в коллекции Рудольфа Валентино. Кристофер Джонс умер 31 января 2014 года из-за осложнений, связанных с раком. У актёра осталось семеро детей: Дженнифер Страсберг, Кристофер Джонс-младший, Джероми МакКенна, Делон Джонс, Тауэр Джонс, Калин Джонс и Сиджин Джонс.
В июле 2018 года актриса Оливия Хасси заявила, что была изнасилована тогдашним бойфрендом, актером Кристофером Джонсом, когда она жила на Сиэло-драйв.

### Фильмография
| Год       |   | Русское название         | Оригинальное название     | Роль                       |
| --------- | - | ------------------------ | ------------------------- | -------------------------- |
| 1965—1966 | с | Легенда о Джесси Джеймсе | The Legend of Jesse James | Джесси Джеймс              |
| 1967      | ф | Чубаско                  | Chubasco                  | Чубаско                    |
| 1967—1969 | с | Защитник Джадд           | Judd for the Defense      | Брандон Хилл               |
| 1967—1968 | с | Агента Д.Я.Д.И.          | The Man from U.N.C.L.E.   | Грэг Мартин                |
| 1968      | ф | Дикарь на улицах         | Wild in the Streets       | Макс Фрост                 |
| 1968      | ф | Трое на чердаке          | Three in the Attic        | Пэкстон Куигли             |
| 1969      | ф | Зеркальная война         | The Looking Glass War     | Лэйсер                     |
| 1970      | ф | Дочь Райана              | Ryan's Daughter           | майор Рэндольф Дориан      |
| 1996      | ф | Время бешеных псов       | Mad Dog Time              | ненастоящий Николас Фалько |